# اندیس کوه سربالا
کوه سربالا یک اندیس فلزی است که در حوالی شهر زمان آباد استان یزد قرار دارد و مادهٔ معدنی موجود در آن، مس است.  